# 東北斗
東北斗，臺灣台語口語上稱為東寶斗，是臺灣彰化縣北斗鎮的一個地名，位於該鎮東部。相較於今日行政區，其範圍大致包括文昌里南半部、東光里、中和里、大新里、新生里、七星里東北半部，另外還包括田尾鄉睦宜村西南部、田中鎮沙崙里西部，以及溪州鄉的成功村東北端、西畔村東北部邊界地帶。

## 歷史
台灣清治末期至日治初期，東北斗地區為一街庄，稱為「北斗庄」，隸屬於東螺西堡。該庄北與饒平厝庄為鄰，東北及東與外三塊厝庄、大新庄為鄰，南邊及西南邊為下水埔庄、下霸庄、西畔庄、圳藔庄，西邊為北斗街、北勢藔庄。。
1901年（日治明治三十四年）11月，全台廢縣廳改設二十廳，該庄隸屬於彰化廳。1903年（明治三十六年）6月，該庄編入「北斗區」，隸屬於彰化廳。1909年（明治四十二年）10月，合併二十廳為十二廳，北斗區改隸屬於臺中廳。1920年（大正九年），廢廳、支廳、區、街庄（舊制）改設州、郡、街庄（新制）、大字，該庄改制並改名為「東北斗」大字，隸屬於臺中州北斗郡北斗街。
戰後北斗街改制為北斗鎮，隸屬於臺中縣，大字亦改制為里。1950年10月，中、彰、投分治，北斗鎮改隸屬彰化縣。

## 聚落
本地區發展較早的聚落有北斗、中圳仔等，在日治期初期的官方地圖上已有記載。此外，本地區尚有車路仔、厝仔等聚落。

## 交通
省道台1線（中山路二段）又稱「縱貫公路」，是台北至屏東楓港的傳統平面幹道，大致以北北東—南南西走向經過本地區西北部邊界外不遠處。由該道路向北北東可前往田尾、永靖、員林、大村等地，向南南西可前往溪州、西螺、莿桐、斗南等地。
縣道150號（斗中路）是芳苑至南投的道路，大致以西北西—東南東走向轉橫向再轉西北西—東南東走向經過本地區中部偏北地帶。由該道路向西北西轉西可前往北斗市區、埤頭、二林、芳苑等地，向東南東可前往田中、名間西北部、南投並止於省道台3線、台14乙線路口。
鄉道彰89線（裕民路）是湳港西至中和的道路，其南側端點位於本地區中部偏東北的縣道150號路口。由此向北北西出境後，可前往饒平厝東部、鎮平、湳港西與湳港舊交界地帶、湳港西中部偏北北東並止於省道台1線路口。
鄉道彰89-1線（中圳路、無名道路、興農路一段478巷）是中圳至新生的道路，路線大致呈開口向西北的U字形，其北側端點位於本地區中部偏北中圳仔聚落北側的縣道150號路口。由此向南南東轉東北東再轉南南東再轉東南沿中圳路蜿蜒而行，過高鐵高架橋下後不遠處順路轉西南，經鄉道彰97線路口後至路底轉西北西，至興農路一段478巷路口轉西南，其後沿該巷道轉西北西再轉西南再轉西北西再轉西南，最終止於本地區中部偏南南西的鄉道彰98線路口。
鄉道彰90線（地政路）是北勢至睦宜的道路，大致以西向東轉西南西—東北東走向再轉西南—東北走向經過本地區西北部。由該道路向西可前往北斗市區、北勢寮並止於鄉道彰153線路口，向東北可前往饒平厝東南部（今屬田尾鄉睦宜村）並止於鄉道彰89線路口。
鄉道彰97線（大新路）是北斗至大新的道路，其西北側端點位於本地區西北部縣道150號路口。由此向南南東轉東南東再轉東南蜿蜒而行，經高鐵高架橋下、鄉道彰89-1線路口、鄉道彰98線路口後，可前往本地區東南部田中工業區西側並止於鄉道彰108線路口。
鄉道彰98線（興農路二段～一段、民生路）是北斗至十張犁的道路，其西側端點位於本地區西部邊界中央偏北的縣道150號路口。由此向南沿邊界行一段路後，轉東南入境蜿蜒而行，經高鐵高架橋下、鄉道彰89-1線終點路口後，順路轉東南東再轉東北東再轉東北，經鄉道彰97線路口後，順路轉西北再轉北北東，出境後可前往外三塊厝中部偏東南的十張犁聚落並止於縣道150號路口。
鄉道彰99線（中州路二段）是田中至潮洋厝的道路，大致以東北—西南走向經過本地區東南部。由該道路向東北可前往大新、田中市區並止於縣道150號（員集路二段）路口，向西南可前往下霸、西畔南部、圳寮東南部、潮洋厝並止於鄉道彰101線路口。
鄉道彰104線（綠筍路）是石塔至榮光的道路，其西北側端點位於本地區南部偏東地帶的鄉道彰108線路口。由此向東南蜿蜒而行，至下水埔排水前轉西南再轉東南過長壽橋後出境，可前往下霸東北端、下水埔並止於鄉道109線路口。
鄉道彰107線（斗功路）是七星至柑子園的道路，大致以北北西－南南東走向經過本地區西南端。由該道路向北北西可前往西北斗中部偏南並止於鄉道彰101線路口，向南南東可前往圳寮東北端、西畔、西畔與下壩交界地帶、下壩西南部並止於鄉道彰99線路口。
鄉道彰108線（中西路二段、大新路）是西畔至沙仔崙的道路，大致以西南—東北走向轉西南西—東北東走向經過本地區東南部，並位於鄉道彰99線西北側。由該道路向西南可前往下霸北端、下霸與西畔交界地帶、西畔並止於鄉道彰107線路口，向東北東可前往大新西部田中工業區北側（今屬田中鎮沙崙里）並止於鄉道彰99線路口。
鄉道彰109線（興酪路一段、興酪路二段2巷）是沙仔崙至下水埔的道路，大致以北微東—南微西走向經過本地區東南端，並位於鄉道彰99線東南側。由該道路向北微東可前往大新西部田中工業區東北側（今屬田中鎮沙崙里）並止於鄉道彰99線路口，向南微西可前往下水埔並止於縣道152號路口。

## 學校
- 螺青國小
- 大新國小

## 產業
- 北斗工業區（民營）
- 田中工業區（西南部）